# Тулинское
Тулинское — село в Ульчском районе Хабаровского края. Входит в состав Санниковского сельского поселения.

## Население
| 1992 | 2002 | 2010 | 2011 | 2012 | 2021 |
| ---- | ---- | ---- | ---- | ---- | ---- |
| 138  | ↘0   | →0   | →0   | →0   | →0   |